# Долгих, Владимир Иванович
Влади́мир Ива́нович Долги́х (5 декабря 1924[…], Иланский, Енисейская губерния — 8 октября 2020, Москва) — советский и российский государственный, партийный и общественный деятель, организатор промышленности. Дважды Герой Социалистического Труда (1965, 1984). Инженер-металлург. Доктор технических наук. Директор Норильского горно-металлургического комбината (1962—1969). Участник Великой Отечественной войны.
Первый секретарь Красноярского краевого комитета КПСС (1969—1972). Секретарь ЦК КПСС (1972—1988). Заведующий Отделом тяжёлой промышленности и энергетики ЦК КПСС (1976—1984). Кандидат в члены Политбюро ЦК КПСС (1982—1988).
Депутат Верховного Совета СССР (1966—1989). Депутат Верховного Совета РСФСР (1975—1990). Депутат Государственной думы VI созыва (2011—2013). Член Совета Федерации (2013—2018).

## Биография

### Детство
Владимир Иванович Долгих родился 5 декабря 1924 года в селе Иланское (Енисейская губерния). Был четвёртым сыном в многодетной семье (4 сына и 2 дочери) слесаря железнодорожного депо станции Иланская Ивана Ивановича Долгих (1879—1953) и домохозяйки Елены Пименовны Долгих (1889—1988). Во время учёбы в средней школе № 41 города Иланский был председателем совета школьной пионерской дружины, затем — секретарём комсомольской организации.

### Военные годы
В. И. Долгих — участник Великой Отечественной войны. После окончания школы в 1941 году добровольцем пошёл в Красную Армию, хотя и был на год моложе призывного возраста. С октября 1941 года занимался боевой и политической подготовкой в школе истребителей танков в Красноярске.

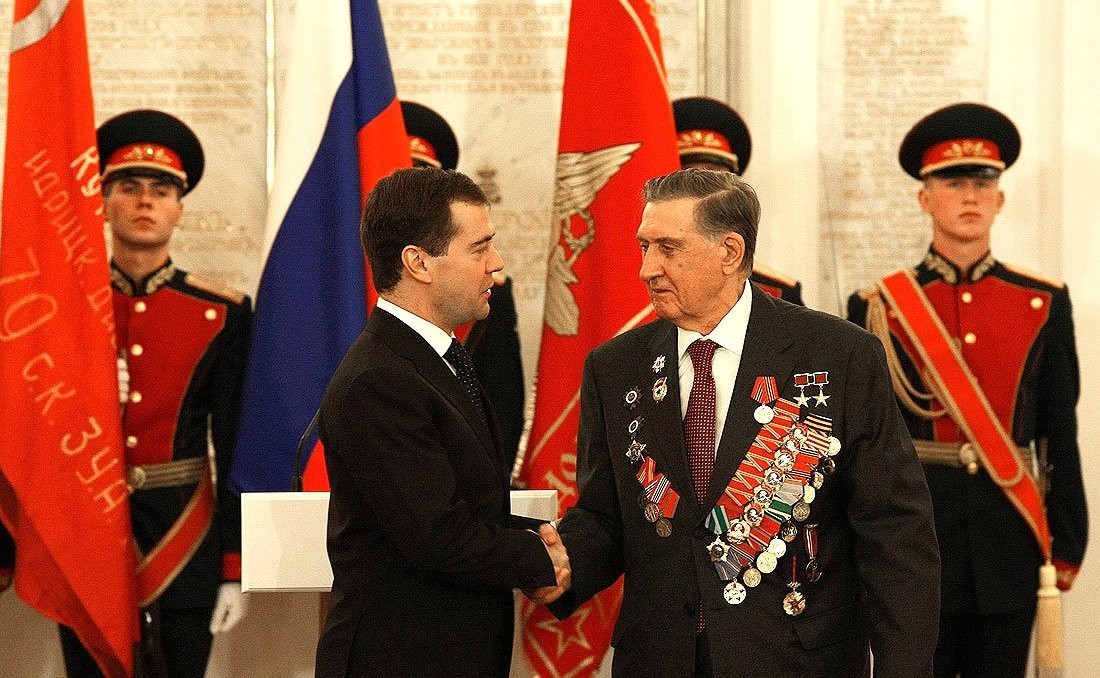
Первое вручение юбилейных медалей к 65-летию Победы. Президент России Д. А. Медведев награждает участника обороны Москвы В. И. Долгих.
Москва, Кремль, Георгиевский зал, 4 декабря 2009 года

В декабре 1941 года в составе маршевой роты был направлен под Москву и зачислен в 25-й стрелковый полк 6-й гвардейской стрелковой дивизии. С 6 декабря 1941 года участвовал в контрнаступлении советских войск под Москвой — в боях за город Ефремов Тульской области.
Поскольку во время учёбы в школе он был секретарём комсомольской организации, его назначили политруком роты противотанковых ружей (ПТР). Имел воинское звание старшины. Воевал на Брянском фронте. Летом и осенью 1942 года участвовал в продолжительных боях под деревней Вязоватое Орловской области.
В феврале 1943 года после взятия города Ливны Орловской области был тяжело ранен при миномётном обстреле близ станции Змиёвка. Перенёс несколько хирургических операций и после длительного пребывания в госпиталях был в 1944 году демобилизован из армии.
Осенью 1942 года на фронте вступил в ВКП(б); состоял в партии вплоть до прекращения её деятельности в 1991 году.

### Институт. Работа инженером-металлургом
В 1944 году поступил в Иркутский горно-металлургический институт на факультет цветных металлов, который окончил с отличием в 1949 году, получив квалификацию инженера-металлурга со специализацией по тонкой металлургической технологии — аффинажу платиновых металлов. Одновременно с учёбой в институте окончил в 1948 году Вечерний университет марксизма-ленинизма при Иркутском городском комитете ВКП(б).
С 1949 по 1958 год работал на Красноярском аффинажном заводе (ныне Красноярский завод цветных металлов имени В. Н. Гулидова), где последовательно был начальником смены, технологом, начальником цеха № 6 (производство платины и палладия), затем цеха № 3 (производство родия), главным инженером. Проводил научно-технические исследования; за первые 6 лет работы на заводе опубликовал в специальных отечественных и зарубежных журналах 12 научных статей и получил 2 авторских свидетельства на изобретения по металлургии благородных металлов. Впоследствии продолжал работы по совершенствованию технологии. Участвовал в первых работах по организации производства сверхчистых полупроводников — кремния и германия (1956—1958).

### Во главе Норильского комбината

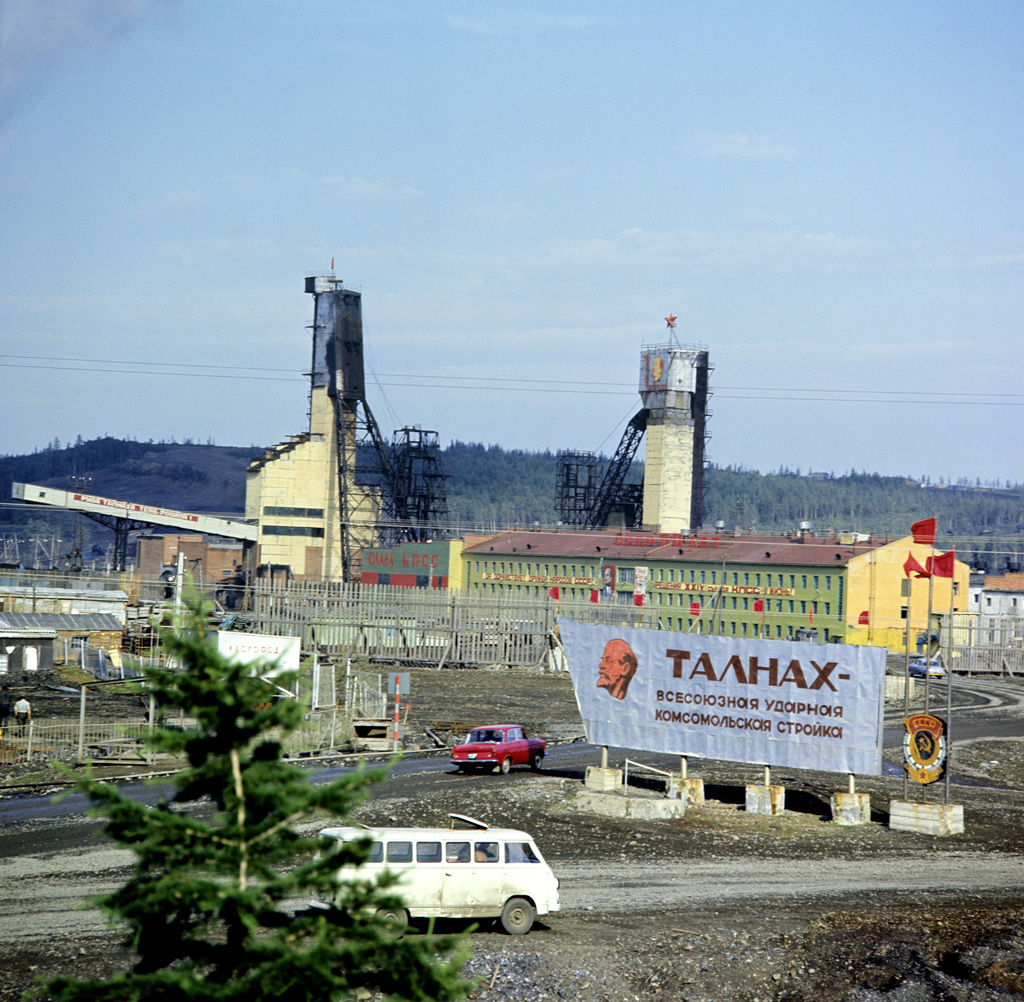
Первый рудник Талнаха — «Маяк» (запущен в 1965 г., фото 1974 г.)

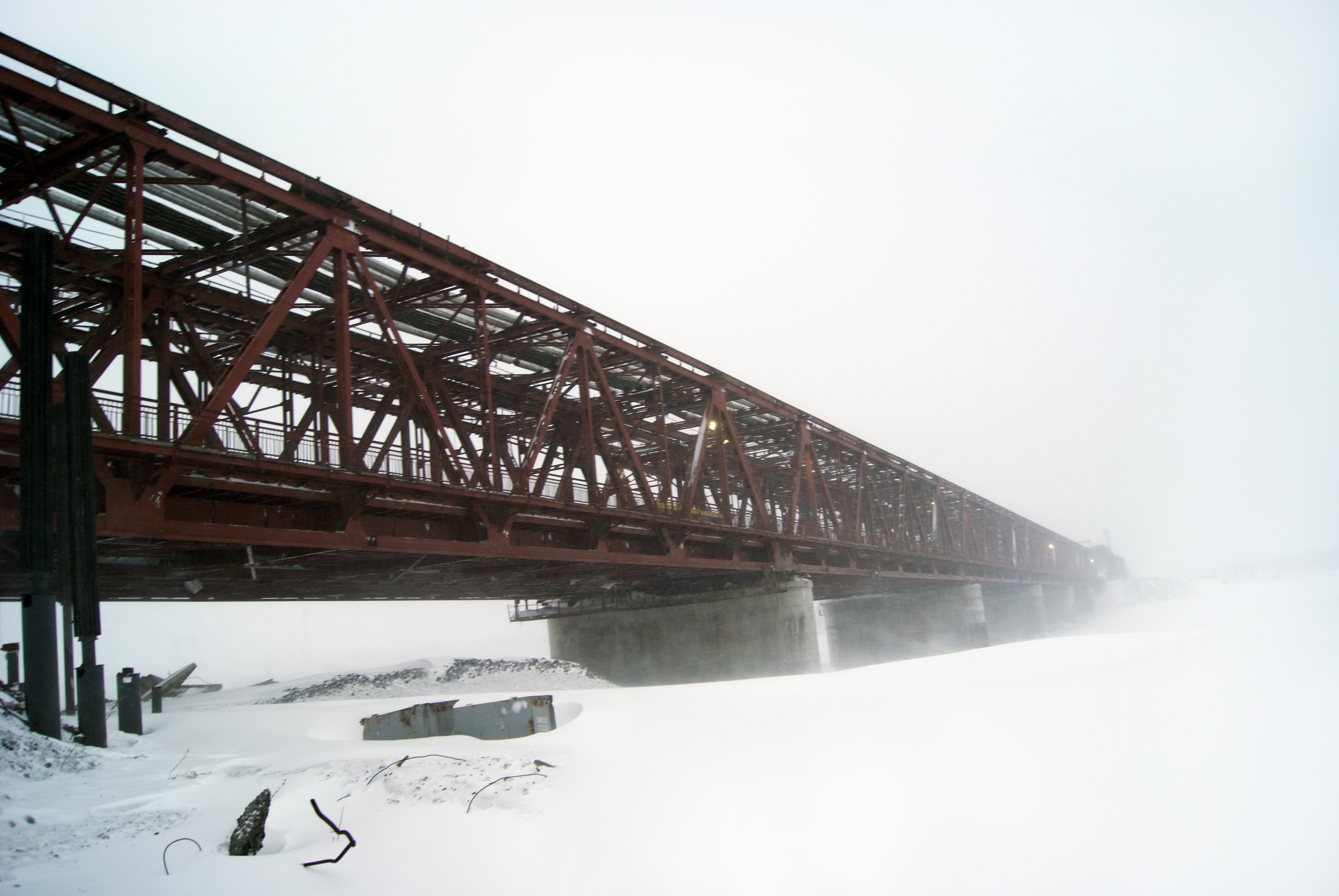
Мост через реку Норилку (открыт в 1965 г., фото 2012 г.)

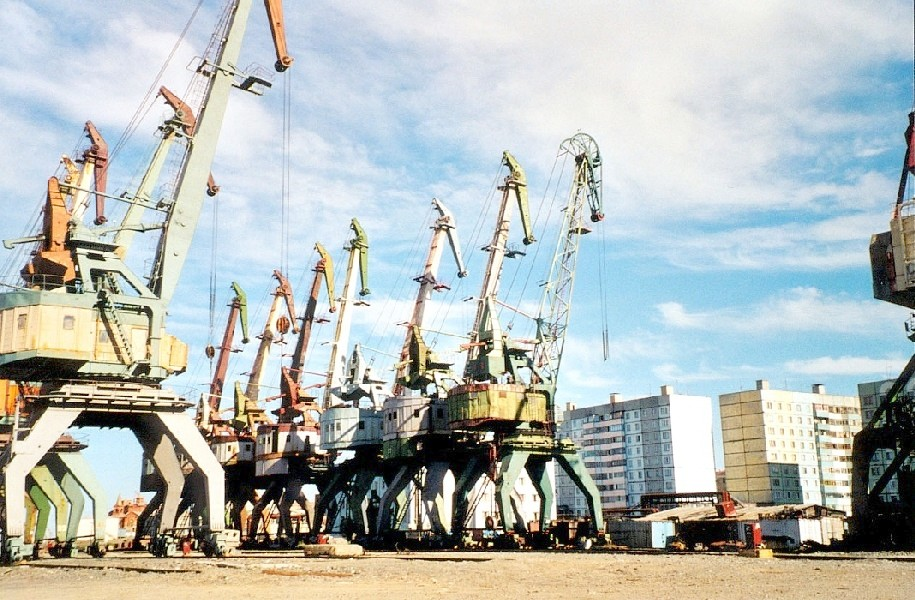
Морской порт в Дудинке на Енисее (фото 2000 г.)

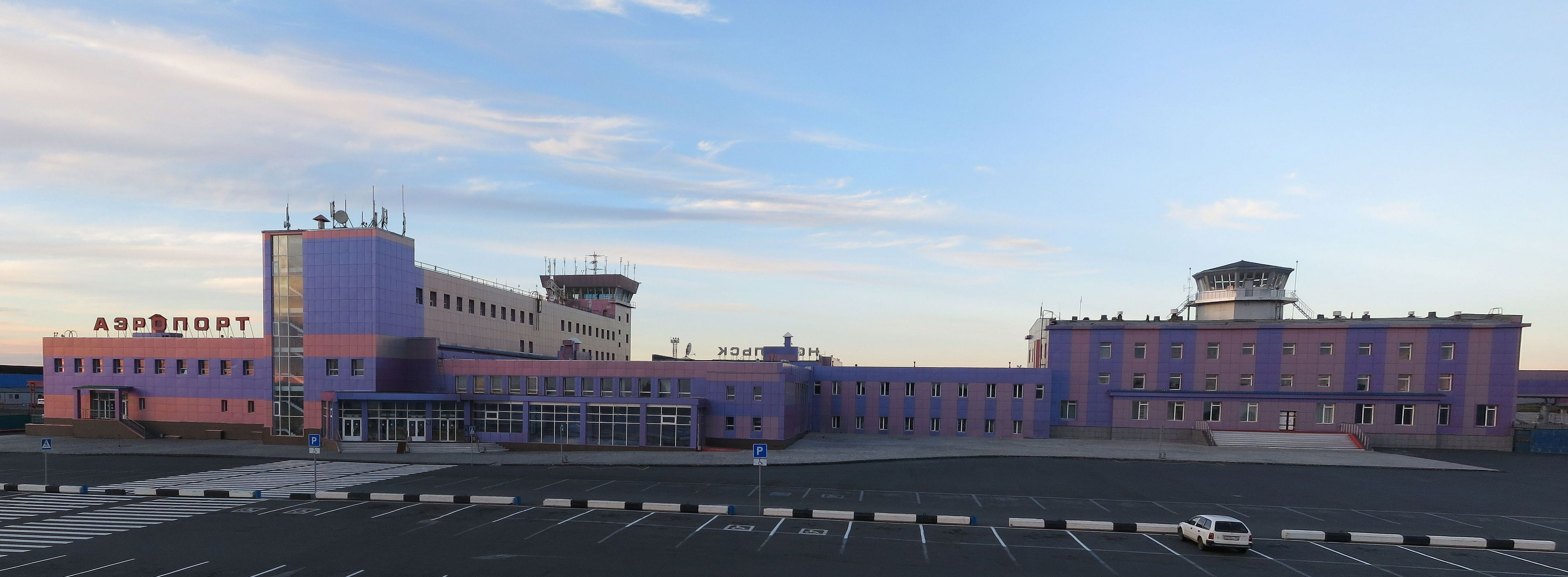
Норильский аэропорт «Алыкель» (открыт в 1966 г., фото 2013 г.)

С 1958 по 1962 год В. И. Долгих был главным инженером, а с 1962 по 1969 год — директором Норильского горно-металлургического комбината имени А. П. Завенягина. В этот период произошло второе рождение города Норильска и комбината: именно В. И. Долгих рискнул, не дожидаясь результатов экспертизы Госкомиссии по запасам полезных ископаемых, начать промышленное строительство на правом берегу реки Норилки в районе будущего Талнаха. В результате этого первый талнахский рудник «Маяк» начал добычу руды уже в 1965 году. В том же году был сооружён железнодорожно-автомобильный мост через реку Норилку. 29 марта 1966 года по нему проследовал первый поезд, доставивший руду с «Маяка» на обогатительную фабрику Норильского комбината.

«Норильск ошеломил меня масштабами: угольные шахты, подземные выработки, два гигантских карьера, три завода — никелевый, кобальтовый и медный, установка по производству тяжёлой воды, два механических завода, железная дорога, порт в Дудинке, строительство и стройматериалы. И ещё большой город. И высокая ответственность…»
— Владимир Долгих (2014 г.): «Сделанное при нас до сих пор работает»
Благодаря усилиям В. И. Долгих в апреле 1964 года вышло Постановление ЦК КПСС и Совета Министров СССР о развитии Норильского комбината на базе руд Талнахского месторождения, которое обеспечило резкий рывок в области освоения богатств Крайнего Севера. В результате разработки богатейшего Талнахского месторождения Норильский комбинат многократно повысил выплавку никеля, меди и металлов платиновой группы. В 1968 году было начато строительство газопровода Мессояха — Норильск, после ввода которого (1969) производительность труда на Норильском ГМК повысилась на 30 %, а более восьми тысяч шахтёров, ранее добывавших каменный уголь в Кайеркане, стали заниматься добычей руды и производством цветных металлов.
По инициативе В. И. Долгих и под его руководством был сформирован и стал быстро развиваться новый промышленный комплекс (гидроэнергетика, газодобыча, транспортные узлы, продление сроков морской навигации, строительная индустрия). Были построены горнодобывающие и металлургические предприятия принципиально новой научно-технической и технологической оснащённости, позволившие увеличить производство металла в 10 раз. Для энергоснабжения расширившегося и ставшего крупнейшим в мире Норильского ГМК были построены Усть-Хантайская ГЭС (1963—1972 годы) и высоковольтная (220 кВ) линия электропередачи до Норильска протяжённостью 160 км (1969 год). Дудинский морской порт, через который вывозится продукция Норильского комбината и снабжается город, превратился в самый механизированный порт на Крайнем Севере. В 1968 году его грузооборот впервые превысил 1 млн тонн. Близ Норильска в 1966 году был сдан в эксплуатацию наиболее современный аэропорт на Таймыре — «Алыкель». За время работы В. И. Долгих на Норильском ГМК в окрестностях Норильска возникли города и посёлки Талнах, Снежногорск, Мессояха, Солёное, Тухард, связанные с комбинатом в единый промышленный комплекс.
Выдающиеся заслуги В. И. Долгих в увеличении производства цветных металлов на Норильском ГМК были отмечены 4 декабря 1965 года присвоением ему звания Героя Социалистического Труда.
В 1968 году В. И. Долгих защитил диссертацию и получил учёную степень кандидата технических наук.

#### Серия книг «Феномен Норильска»
В начале 2000-х годов В. И. Долгих был руководителем проекта и главным редактором фундаментального труда в 4-х томах «Феномен Норильска: История развития Норильского промышленного района», опубликованного в 2006—2010 годах. Это издание представляет собой первую попытку системного рассказа о создании и развитии Норильского комбината и об его людях. В подготовке книг участвовала большая группа авторов, преимущественно ветераны комбината.

### Руководство Красноярским краем
С 28 апреля 1969 года по 28 декабря 1972 года В. И. Долгих — первый секретарь Красноярского краевого комитета КПСС. Ему принадлежит большая заслуга в создании мощного экономического, оборонного, научного и культурного потенциала Красноярского края. Экономика края начала развиваться комплексно, ориентируясь на собственные возможности. Одним из главных направлений стала организация полных циклов обработки местного сырья с получением в итоге готовой продукции. Была разработана программа комплексного развития края, в результате осуществления которой произошло освоение новых направлений: угольной промышленности, гидроэнергетики, металлургии, ряда других производств.
Был создан крупный металлургический комплекс: Красноярская ГЭС — Ачинский глинозёмный комбинат — Красноярский алюминиевый завод — Красноярский металлургический завод. В 1970 году началось производство глинозёма на Ачинском глинозёмном комбинате из нефелинов, добываемых в соседней Кемеровской области. Переработка этого глинозёма на Красноярском алюминиевом заводе даёт алюминий, из которого на Красноярском металлургическом заводе выпускают различные изделия. Вскоре Ачинский глинозёмный комбинат стал крупнейшим по объёму производства глинозёма предприятием страны. На нём из той же нефелиновой руды было налажено производство кальцинированной соды и гидроксида алюминия, использующихся в промышленности, а также сульфата калия, применяемого как удобрение в сельском хозяйстве. Электроэнергия для всех этапов производства поступает от Красноярской ГЭС.
По аналогичной схеме полного цикла стала работать лесная отрасль края, где в оборот пошло всё, вплоть до смолы. Выросла продуктивность сельского хозяйства.
Под руководством В. И. Долгих в период его работы в Норильске и Красноярске (1960-е — начало 1970-х годов) промышленность и энергетика Красноярского края совершили небывалый рывок, в результате чего край не только обеспечил свои потребности, но и стал стабильным экономическим донором для других регионов страны (отсутствовал в списке регионов-доноров лишь шесть лет — с 2005 года по 2010 год включительно).
Многие начинания Долгих в крае были доведены до конца его преемником и соратником Павлом Федирко.

### Работа в ЦК КПСС

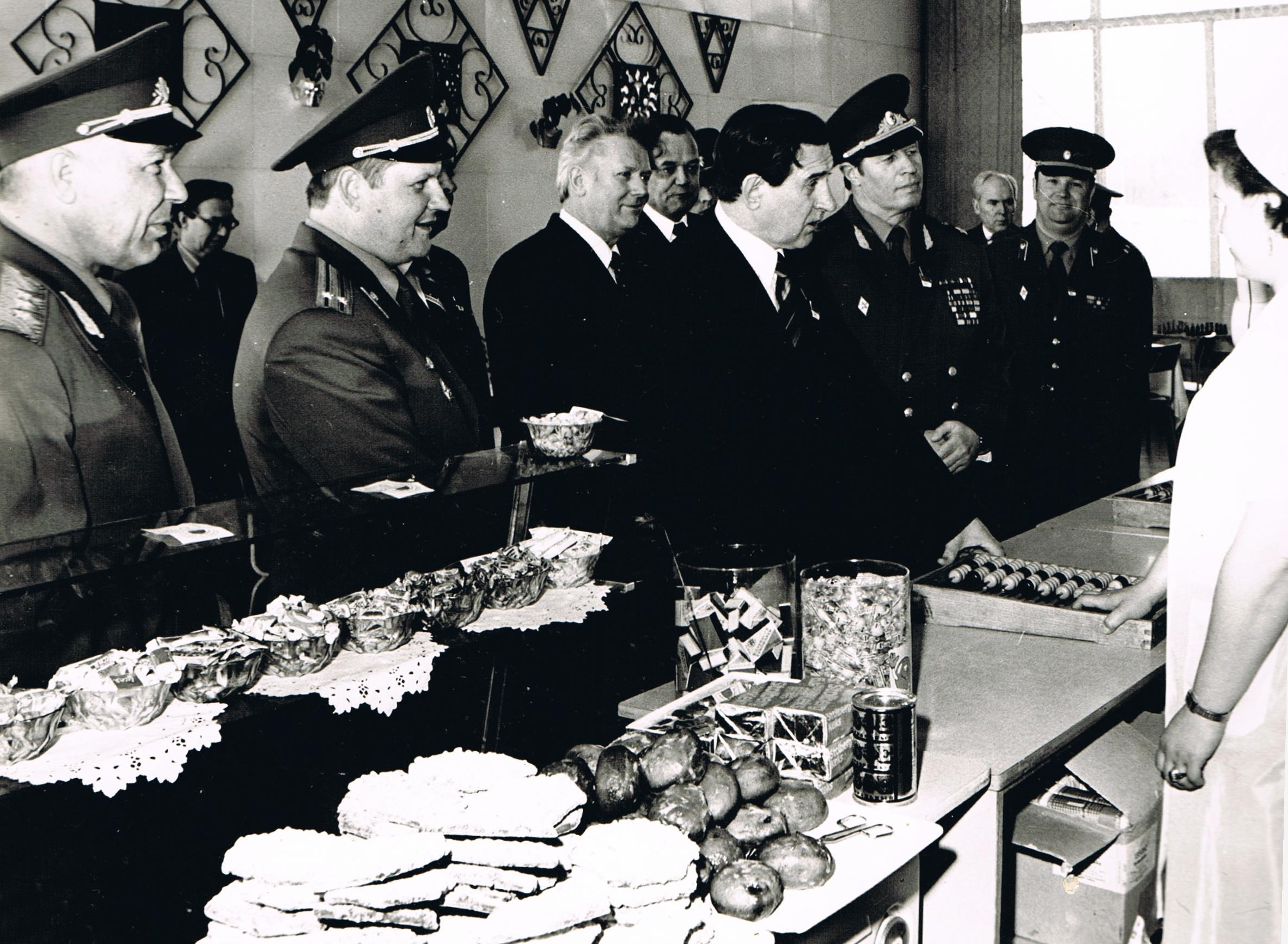
В. И. Долгих с Главнокомандующим ГСВГ М. М. Зайцевым и командиром бригады А. А. Дорофеевым в солдатской чайной
Берлинской мотострелковой бригады
(Берлин—Карлсхорст, 1981)

Член ЦК КПСС (9 апреля 1971 года — 25 апреля 1989 года), Секретарь ЦК КПСС (18 декабря 1972 года — 30 сентября 1988 года), кандидат в члены Политбюро ЦК КПСС (24 мая 1982 года — 30 сентября 1988 года). Делегат XXIII, XXIV, XXV, XXVI, XXVII съездов КПСС и XIX Всесоюзной конференции КПСС.
Будучи Секретарём ЦК КПСС, одновременно в 1976—1984 годах — заведующий Отделом тяжёлой промышленности и энергетики ЦК КПСС (до 1983 года — Отдел тяжёлой промышленности), курировал металлургическую промышленность и энергетику. Как Секретарь ЦК КПСС занимался большим количеством отраслей народного хозяйства: чёрная и цветная металлургия, геология, нефтяная и газовая промышленность, угольная промышленность, Государственный горнотехнический надзор, строительство, энергетика, железнодорожный и водный транспорт. Он внёс большой вклад в развитие топливно-энергетической базы страны, и, прежде всего, Западной Сибири. В период с начала 1970-х до 1985 года удалось создать топливно-энергетический комплекс, который до сих пор обеспечивает Россию. За заслуги на этом посту Долгих стал дважды Героем Социалистического труда (1984).

Хлебом-солью встречают В. И. Долгих в советской гвардейской мотострелковой бригаде (Берлин, 1981)

«Долгих являлся наиболее ярким представителем нашего „директорского корпуса“ — серьёзный, работоспособный, знающий специалист», — характеризовал его М. С. Горбачёв в своих воспоминаниях.
Горбачёв вспоминал, что в 1982 году, при рассмотрении вопроса о формировании экономического отдела ЦК, Долгих претендовал возглавить его, однако на эту должность назначили Н. И. Рыжкова.
В 1983 году был включён в комиссию Горбачёва — Рыжкова для подготовки экономической реформы.
«В. И. Долгих. Пожалуй, это был один из наиболее профессиональных, эффективно работающих секретарей ЦК. Так до своей пенсии он и оставался кандидатом в члены Политбюро. Относительно молодым, ему ещё не было и пятидесяти лет,  он стал секретарём ЦК, приехав из Красноярска. Долгих отличали системность, взвешенность, он никогда не предлагал скоропалительных решений, самостоятельность — конечно, в пределах допустимого. … В своих выступлениях он не любил критиковать, а просто высказывал личное — чёткое, ясное и продуманное предложение. Мне кажется, он очень полезен был Политбюро, но вскоре его «увели» на пенсию.Б. Н. Ельцин. «Исповедь на заданную тему», 1990
В. И. Долгих был депутатом Совета Союза Верховного Совета СССР 7—11 созывов (1966—1989) от Красноярского края и депутатом Верховного Совета РСФСР (1975—1990).
С 30 сентября 1988 года — персональный пенсионер союзного значения.

### Российская Федерация
После 1991 года участвовал в модернизации отечественной экономики, пытаясь направить реформы в разумное русло, уберечь экономический потенциал страны от развала. В это же время активно занимался общественной деятельностью.

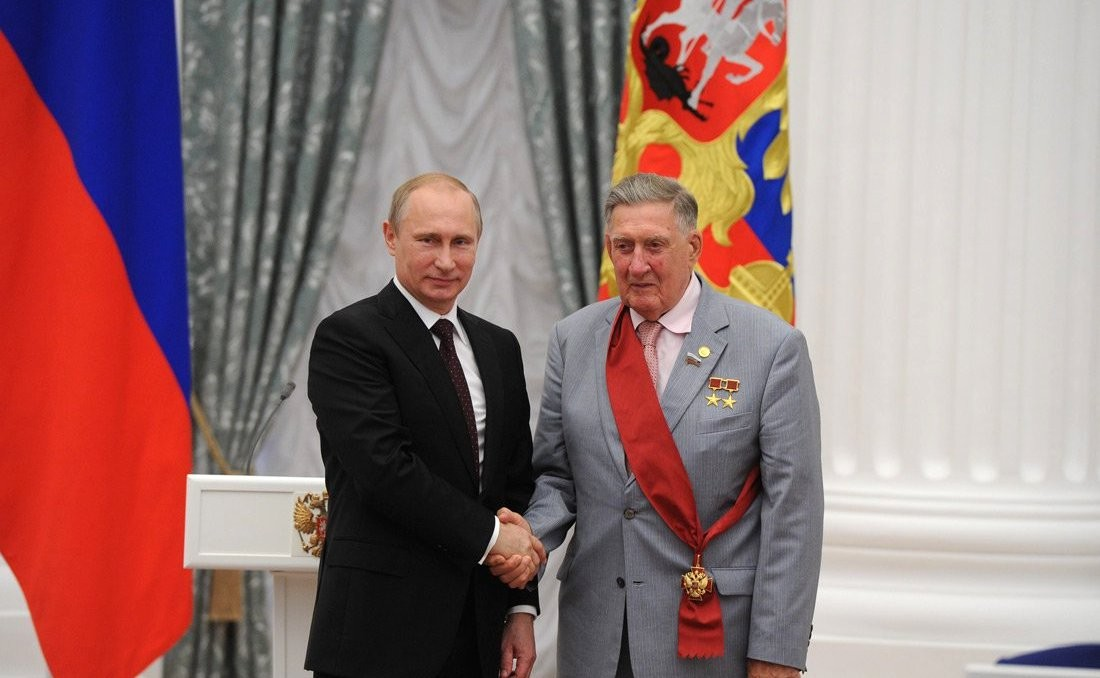
Президент России В. В. Путин вручает В. И. Долгих орден «За заслуги перед Отечеством» I степени. Москва, Кремль, Екатерининский зал,
31 июля 2014 года

С 1997 года — председатель правления Московской региональной общественной организации «Красноярское землячество».
В 2000-е годы являлся членом Совета директоров ГМК «Норильский никель», которым руководил в советское время. В Совет директоров Долгих был зачислен по результатам голосования акционеров, доли в капитале предприятия не имел.
С 2002 года — председатель Московского городского совета ветеранов.
С июля 2008 года — председатель Общественного совета города Москвы (ныне — Общественная палата города Москвы).
Вице-президент регионального благотворительного общественного фонда содействия театру и телевидению имени И. М. Смоктуновского «Золотой пеликан».
В 2011—2013 годах Долгих был депутатом Государственной Думы Федерального собрания Российской Федерации VI созыва в составе федерального списка кандидатов, выдвинутого партией «Единая Россия». Как старейший по возрасту депутат Государственной Думы шестого созыва, в соответствии с Конституцией Российской Федерации и регламентом Госдумы открыл первое заседание нижней палаты нового созыва. В 2013 году депутатские полномочия Долгих были досрочно прекращены в связи с назначением его представителем от города Москвы в Совете Федерации.
13 сентября 2013 года указом мэра Москвы С. Собянина наделён полномочиями члена Совета Федерации (СФ) от исполнительной власти города Москвы; член Комитета СФ по экономической политике (19 сентября 2018 переизбранный на новый срок мэр Москвы Собянин назначил в состав Совета Федерации нового представителя от исполнительного органа власти Москвы — В. И. Кожина).
С 23 декабря 2014 года по 29 сентября 2017 года — внештатный советник губернатора Красноярского края В. Толоконского.
С 26 октября 2017 года и до конца жизни — внештатный советник губернатора Красноярского края А. Усса.
С 13 ноября 2017 года — председатель Общественного совета Музея Победы.
Скончался 8 октября 2020 года в Москве на 96-м году жизни. Похоронен на Новодевичьем кладбище Москвы.

## Семья
Отец — Иван Иванович Долгих (1879—1953), железнодорожный рабочий станции Иланская Красноярского края. Мать — Елена Пименовна Долгих (урождённая Васильева, 1889—1988). Жила с дочерью (сестрой В. И. Долгих) в городе Тайшете Иркутской области и категорически не хотела переезжать в Москву. Прожила 99 лет; похоронена в Тайшете. Трое старших братьев начинали трудовой путь на железной дороге. Впоследствии один из них, Василий Иванович, работал директором школы в Норильске. Одна из двух сестёр, Евгения Ивановна, была директором школы в Тайшете.
Супруга (с 1945 года) — Валентина Петровна Долгих (урождённая Родьева, 1918—1996), окончила Иркутский горно-металлургический институт, работала старшим исследователем завода № 26 Норильского ГМК. Дети — Елена (род. 1947), Ольга (род. 1951) и сын Аркадий (1951—1953),  Наталья (в замужестве — Арбиева; род. 1955). Девять внуков и 14 правнуков.

## Признание заслуг
Бронзовый бюст дважды Героя Социалистического Труда В. И. Долгих установлен в соответствии с Положением о звании Героя Социалистического Труда на его родине в городе Иланском Красноярского края 5 декабря 2012 года. На открытие бюста приехали внуки Владимира Ивановича Игорь Арбиев и Владимир Долгих.
За выдающийся вклад в развитие Сибири и Дальнего Востока награждён в 2003 году Попечительским советом Фонда имени академика М. А. Лаврентьева Сибирского отделения РАН золотой медалью имени М. А. Лаврентьева.
В. И. Долгих избран академиком Академии горных наук, Международной академии наук информации, информационных процессов и технологий и Международной академии наук экологии, безопасности человека и природы.
Получил звание Почётного профессора Московской финансово-юридической академии.
В. И. Долгих — один из тридцати ветеранов войны, которым 20 февраля 2015 года в Георгиевском зале Кремля президент В. В. Путин вручил первые юбилейные медали «70 лет Победы в Великой Отечественной войне 1941—1945».
Мемориальная доска в Москве открыта в мае 2003 года на здании, где В. И. Долгих работал председателем Московского городского Совета ветеранов с 2012 по 2020 годы (ул. Малая Дмитровка, 2). 
Мемориальная доска в исторической части Норильска на доме, где с 1958 по 1969 годы жил В. И. Долгих, установлена в мае 2024 года.
В Красноярске мемориальную доску в память о Владимире Долгих установили в декабре 2024 года на улице Ленина, 121, на доме, где жил почетный гражданин Красноярского края.

## Факты

Мемориальный комплекс «Воинам-сибирякам»

- В 2003 году выдвинул идею о переименовании станции метро «Измайловский парк» в «Партизанскую»[87], поскольку её оформление выполнено в 1944 году на тему партизанского движения в Великой Отечественной войне и расположена она близ Измайловского парка, где в годы войны проходили обучение радисты и партизаны-подпольщики[88], а впоследствии парк стал местом встреч ветеранов партизанского движения; к тому же соседняя станция носит похожее название — «Измайловская». Постановление о переименовании принято Правительством Москвы 3 мая 2005 года[89].
- В 2009 году выступил за смену названия шашлычной «Антисоветская» в Москве. Как председатель городского Совета ветеранов, В. И. Долгих направил префекту Северного административного округа Москвы письмо о том, что подобное название оскорбляет ветеранов, «которые уважительно относятся к советскому периоду в нашей истории», и просил убрать с фасада шашлычной «неуместный политический каламбур»[90].

## Награды[91]
- дважды Герой Социалистического Труда[92]:

1. 17 сентября 1965 года представлен к званию Героя Социалистического Труда решением № 19 заседания бюро Красноярского крайкома КПСС[93]. Удостоен 4 декабря 1965 года — за выдающиеся заслуги в выполнении заданий по увеличению производства цветных металлов и достижение высоких технико-экономических показателей на Норильском горно-металлургическом комбинате имени А. П. Завенягина
2. 4 декабря 1984 года — за выдающиеся заслуги на посту кандидата в члены Политбюро ЦК КПСС и секретаря ЦК КПСС, и в связи с 60-летием со дня рождения

- Орден «За заслуги перед Отечеством» I степени (21 июля 2014 года) — за большой вклад в укрепление и развитие российской государственности и парламентаризма[94]
- Орден «За заслуги перед Отечеством» II степени (16 апреля 2020 года) — за многолетнюю активную общественную деятельность по социальной поддержке ветеранов и патриотическому воспитанию молодёжи[95]
- Орден «За заслуги перед Отечеством» IV степени (28 декабря 2009 года) — за многолетнюю плодотворную деятельность по социальной поддержке ветеранов и активное участие в военно-патриотическом воспитании молодёжи[96]
- Орден Дружбы (8 августа 2005 года) — за многолетнюю плодотворную работу по социальной поддержке ветеранов и патриотическому воспитанию молодёжи[97]
- Шесть орденов Ленина (1961, 1965, 1971, 1972, 1974, 1984)
- Два ордена Отечественной войны 1-й степени (1965, 1985)
- Медаль «За оборону Москвы» (1944)
- Медаль «За победу над Германией в Великой Отечественной войне 1941—1945 гг.» (1948)
- Медаль «За освоение целинных земель» (1971)
- Медаль «Ветеран труда» (1990)
- Медаль Жукова (1995)
- Юбилейные медали СССР и России (к 100-летию со дня рождения В. И. Ленина, к 20-, 30-, 40-. 50-, 60-, 65-, 70- и 75-летию Победы, к 50-, 60- и 70-летию Вооружённых сил СССР, к 800- и 850-летию Москвы)
- Ордена Болгарии, Вьетнама, Монголии и Чехословакии
- Юбилейная медаль «60 лет освобождения Молдовы от фашистской оккупации» (Молдавия, 2004)[98]
- Золотая медаль имени М. А. Лаврентьева (Сибирское отделение Российской академии наук, 2003)
- Нагрудный знак «Шахтёрская слава» I степени
- Орден святого благоверного князя Даниила Московского III степени (Русская православная церковь, 2013)[99]
- Юбилейная медаль «В память о 700-летии со дня рождения преподобного Сергия Радонежского» (Русская православная церковь, 2014)[100]
- Знак отличия «За заслуги перед Москвой» (18 ноября 2004 года) — за большой вклад в развитие ветеранского движения и активное участие в патриотическом воспитании молодёжи[101]
- Почётная грамота Московской городской Думы (8 декабря 2004 года) — за заслуги перед городским сообществом[102]
- Премия города Москвы «Легенда века» (4 декабря 2006 года) — за значительный вклад в социально-экономическое развитие города Москвы и активное участие в общественно-политической жизни[103]
- Почётная грамота правительства Российской Федерации (4 декабря 1999 года) — за заслуги перед государством, многолетний плодотворный труд и в связи с 75-летием со дня рождения[104]
- Благодарность правительства Российской Федерации (31 декабря 2016 года) — за активное участие в законопроектной деятельности и развитии парламентаризма[105]

## Почётные звания
- «Почётный энергетик СССР»
- «Почётный строитель России»
- Почётный гражданин Красноярского края (22 октября 2004 года)[106]
- Почётный гражданин Норильска (30 июня 2009 года)[107][108]
- Почётный гражданин Москвы (31 марта 2010 года)[109]
- Почётный гражданин Иланского района (Красноярский край)[110]
- Лауреат премии правительства Москвы «Легенда века» (2006)[45][111]

## Избранные публикации
- Долгих В. И., Вид Л. Б., Топорковский А. И. Новая система планирования и экономического стимулирования в условиях многоотраслевого предприятия (из опыта работы Норильского ордена Ленина горно-металлургического комбината имени А. П. Завенягина) / Мин-во цв. металлургии СССР, Центр. НИИ информ. и техн.-экон. исслед. цв. металлургии. — М., 1967. — 73[30] с.
- Долгих В. И. Этапы и вехи развития Норильского горно-металлургического комбината // Феномен Норильска: история развития Норильского промышленного района / [редкол.: В. И. Долгих (рук. проекта, гл. ред.) и др.]. — М., 2006. — Кн. 1. — С. 157—236.
- Феномен Норильска: история развития Норильского промышленного района / редкол.: В. И. Долгих (гл. ред.) [и др.]. — М.: Полярная Звезда[112]:

1. Кн. 1. — 2006. — 519 с.: ил., карт., цв. ил., портр. ISBN 5-900654-14-1
2. Кн. 2: Горное производство. — 2008. — 429, [2] с.: ил., цв. ил., портр., табл. ISBN 5-900654-14-1
3. Кн. 4: Строительный комплекс. — 2010. — 479 с.: ил., цв. ил., портр.